# بروست (طعام)
البروستد من الاكلات العربية المعروفه خاصة من سوريا الى لبنان ومصر والاردن والعراق والسعودية من اكثر البلدان استخداما لها من اطيب واشهى البروستد يمكن تجربتها من الو بروستد في دبي حيث يقدم مع بطاطا شرحات المعروفه و توميه وصوص الحار وكول سلو 
البروست معروف أيضا بالبروستد (بالإنجليزية: Broast) هي وجبة سريعة تحتوي على قطع من الدجاج مضافًا عليها بعض البهار، تطبخ وتقلى بطريقة خاصة تجعلها مقرمشة. عادة ما تقدم هذه الوجبة مع البطاطس المقلية وصلصة الثوم أو الكاتشب أو الشطة الحارة. وعلى المستوى العالم، يظل البروست يتمتع بشعبية كبيرة في بلدان الشرق الأوسط وجنوب آسيا مثل المملكة العربية السعودية وباكستان، فضلاً عن بلدان أميركا اللاتينية مثل كولومبيا وبيرو. والعديد من المطاعم وسلاسل الوجبات السريعة في هذه البلدان تحمل أيضاً كلمة «بروست» في أسمائها.

## طريقة الطهي
البروست هي طريقة لطهي الدجاج المجمد مسبقا وغيرها من الأطعمة باستخدام مقلاة الضغط.

## الحقائق الغذائية
| بطاقة معلومات التغذية   | !      |
| ----------------------- | ------ |
| الوحدة                  | الكمية |
| الوزن بالغرام           | 100    |
| كتل البروتين            | 3.14   |
| كتل الدهون              | 11.33  |
| السعرات الحرارية كالوري | 283    |
| الطاقة بالكيلوجول       | 1184   |
| البروتين                | 22     |
| الكربوهيدرات            | 9      |
| الدهون بالغرام          | 17     |